# Dipol Oceanu Indyjskiego

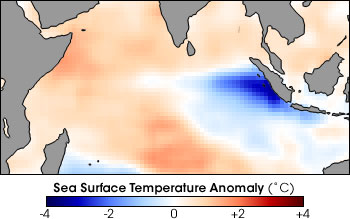
Temperatura wody wokół wysp Mentawai spadła o ok. 4 °C podczas fazy dodatniej Dipolu Oceanu Indyjskiego w listopadzie 1997. Podczas tych wydarzeń niespotykanie silne wiatry ze wschodu pchają ciepłe wody w kierunku Afryki, umożliwiając upwelling zimnej wody wzdłuż wybrzeża Sumatry. Na obrazie niebieskie obszary są zimniejsze niż zwykle, czerwone – cieplejsze.

Dipol Oceanu Indyjskiego (DOI) (ang. Indian Ocean Dipole (IOD), Indian Niño) – zjawisko polegające na występowaniu anomalii temperatur powierzchni Oceanu Indyjskiego, pomiędzy jego wschodnią a zachodnią częścią.

## Charakterystyka
Dipol Oceanu Indyjskiego jest zjawiskiem sprzężenia ocean-atmosfera, charakteryzującym się anomalnym obniżeniem temperatury powierzchni oceanu w południowo-wschodniej, równikowej części Oceanu Indyjskiego i anomalnym podwyższeniem tej temperatury w części zachodniej, równikowej. Wyróżnia się „fazę dodatnią” zjawiska (wyższa niż zazwyczaj temperatura części zachodniej) i „ujemną” (zjawisko odwrotne). DOI nie jest zjawiskiem cyklicznym.
Faza dodatnia charakteryzuje się wyższymi opadami w zachodniej części Oceanu Indyjskiego, tendencjami do suszy w północno-wschodnich Indiach, Bangladeszu, Indonezji czy Australii. W ciągu ostatnich 150 lat zdarzały się korelacje z El Niño w tej fazie, osłabiające dodatkowo indyjski monsun letni w północno-wschodnich Indiach, ale szczegółowe badania wykluczyły powiązanie zarówno z El Niño, jak i południową oscylacją El Niño (ENSO).
Utrzymująca się na przełomie 2019–2020 dodatnia (i jedna z najwyższych w historii pomiarów) wartość DOI była jedną z przyczyn pożarów buszu w Australii w sezonie 2019–2020.